# Verpolung
Bei einer Verpolung ist die Stromzufuhr zu einem elektrischen Bauteil nicht standardgemäß gepolt. Dies ist zum Beispiel der Fall, wenn die beiden Klemmen einer Batterie vertauscht sind. Bei Wechselspannung wird der Begriff nur relativ zu einer weiteren Spannungsquelle verwendet. Lautsprecher können z. B. (normalerweise unbeabsichtigt) jeweils gegeneinander verpolt sein.
In der Regel bezieht man sich mit dem Begriff auf Gleichspannung, da hier eine Verwechslung eine Stromflussumkehr bedeutet. Bei Wechselspannung kann eine Verpolung durch Verwechslung von Außenleiter und Neutralleiter geschehen. Dieses ist weniger kritisch für die betriebenen Geräte, da der Wechselstrom ohnehin mit einer bestimmten Frequenz seine Richtung wechselt, spielt aber für die Benutzersicherheit von frei zugänglichen elektrischen Geräten wie etwa Lampen eine wichtige Rolle.
Nicht alle Geräte erfordern einen polrichtigen Anschluss. Bei Glühlampen ist zum Beispiel gleichgültig, wie der Anschluss erfolgt – sie können mit Wechsel- oder Gleichstrom betrieben werden. Bei manchen Geräten, wie Elektromotoren, kann es zu Fehlfunktionen kommen (z. B. dreht sich der Motor rückwärts), die aber nicht zum Schaden führen.
Elektronische Geräte hingegen können durch Verpolung, insbesondere wenn diese länger anliegt, beschädigt werden. Ob und inwieweit ein Schaden eintritt, hängt stets vom Wert der falsch anliegenden Spannung und ggf. der Dauer der Verpolung ab. Für die Beschädigung sind unter anderen folgende Effekte verantwortlich:
- In Elektrolytkondensatoren kommt es bei Verpolung zu galvanischen Prozessen, die das Dielektrikum allmählich zerstören, so dass der Kondensator durchschlägt. Das kann in extremen Fällen zur Explosion des Kondensators führen.
- PN-Übergänge in Halbleitern (z. B. Leuchtdioden) können bis zu ihrer Sperrspannung verpolt angeschlossen werden. Danach tritt der Zenereffekt (vorübergehender Durchbruch; abzugrenzen vom Durchschlag bei Isolatoren an zu hoher Spannung) ein und es fließt Strom. Das ist zwar an und für sich kein Problem (und wird technisch bei Zenerdioden oder Rauschdioden sogar ausgenutzt), aber in diesem Fall kommt es zu einem viel höheren Spannungsabfall am Bauteil, was bei gleichem Strom zu einer höheren Verlustleistung führt, die möglicherweise das Bauteil überhitzt.
- Bei integrierten Schaltungen werden Schutzdioden und parasitäre PN-Übergänge leitend, die normalerweise in Sperrrichtung betrieben werden. Durch diese fließt dann ein hoher Strom, der das Bauteil überhitzt.

## Verpolungsschutz
Zum Schutz vor Verpolung kann ein Gleichrichter in Serie geschaltet werden. Auch die Reihenschaltung mit einer Gleichrichterbrücke ist möglich. In diesem Fall ist das Gerät gegen Verpolung immun. Die Serienschaltung von Gleichrichtern hat aber den Nachteil, dass an ihnen die Durchlassspannung (ab etwa 0,6 V bei Silizium-, ab etwa 0,4 V bei Schottky-, 0,2 V bei Germaniumdioden) abfällt.
Gelegentlich wird auch eine Diode parallel zum Gerät gelegt, die bei Verpolung leitend wird und damit die dazu notwendige im Gerät vorhandene vorgeschaltete Sicherung zum Ansprechen bringt und somit den Stromfluss unterbricht. Der Vorteil dieser Maßnahme ist, dass bei korrekter Polung kein Spannungsabfall entsteht; der Nachteil, dass nach der Verpolung ein Sicherungswechsel nötig ist. Bei Verwendung einer strombegrenzten Versorgung kann die Sicherung entfallen.
Werden LEDs in Reihe mit spannungsfesten Dioden geschaltet, überstehen sie auch hohe verpolte Spannungen, bleiben dabei aber dunkel. In Reihe gegeneinander geschaltete gleiche Elektrolytkondensatoren sind ebenfalls verpolungsimmun. Allerdings halbiert sich dabei die Kapazität der Gesamtschaltung. Es gibt auch mechanische Ideen zur Verhinderung von Verpolung.

## Verpolung in der Tontechnik

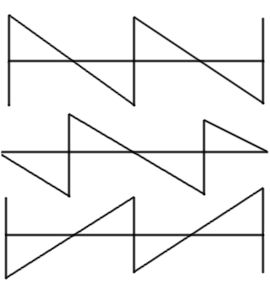
Sägezahnsignale, Darstellung von 2 Schwingungen
oben: Originalsignal
Mitte: In Grundschwingung 180°-phasenverschobenes Signal
unten: Verpoltes Signal

In der Tontechnik wird häufig anstatt von Verpolung unrichtig vom „Phasendreher“ gesprochen, wenn durch Verpolung der beiden symmetrischen Signalleitungen ein Polaritätswechsel entsteht. Um das zu beheben, gibt es bei Mikrofonvorverstärkern häufig einen Schalter, der mit Ø beschriftet ist, der eine Umpolung vornimmt, was eine Polaritätsumkehr beziehungsweise eine Spiegelung an der Zeitachse bedeutet und keine Laufzeit- oder Phasenverschiebung auf der Zeitachse t. Der Unterschied zwischen einem in der Grundschwingung um 180° phasenverschobenen und einem verpolten Signal ist in nebenstehender Skizze anhand eines Sägezahnsignals dargestellt.
Ob ein Stereosignal monokompatibel ist, lässt sich mit dem Korrelationsgradmesser, einem Korrelationsmessgerät, sowie mit einem Audio-Vektorscope oder Goniometer oder einem Stereosichtgerät bestimmen.